# 明白嗎！？／「好男人」
《明白嗎!? / 「好男人」》（ええか!? / 「良い奴」）是日本女子偶像組合S/mileage的第15張單曲，於2013年12月18日由hachama發售。

## 概要
- 《明白嗎!? / 「好男人」》是S/mileage第二張2A單曲。
- 《明白嗎!?》是S/mileage首次挑戰饒舌（Rap）的歌曲。
- 此單曲共有5個版本，分別為「初回生產限定盤A - D」和「CD ONLY」。「初回生產限定盤A - C」收錄了《明白嗎!?》、《「好男人」》的PV和製作花絮（Making）。
- 在2013年12月30日於Oricon公信榜單曲週榜取得第3名。

## 收錄內容

### CD
1. 明白嗎!?
（作詞、作曲：淳君　編曲：近藤圭一）
2. 「好男人」
（作詞、作曲：淳君　編曲：大久保薫）
3. 明白嗎!?（Instrumental）
4. 「好男人」（Instrumental）

### DVD（初回生產限定盤A）
1. 明白嗎!?（Music Video）
2. 「好男人」（Close-up Ver.）
3. 明白嗎!?（Making）

### DVD（初回生產限定盤B）
1. 「好男人」（Music Video）
2. 明白嗎!?（Close-up Ver.）
3. 「好男人」（Making）

### DVD（初回生產限定盤C）
1. 明白嗎!?（Dance Shot Ver.）
2. 明白嗎!?（Dance Shot Ver. Post Production Comment）
3. 「好男人」（Dance Shot Ver.）
4. 「好男人」（Dance Shot Ver. Post Production Comment）

## 外部連結
- S/mileage官方網站 （页面存档备份，存于）（日語）
- YouTube上的《明白嗎!?》PV
- YouTube上的《「好男人」》PV